# Nero (együttes)
A Nero egy elektronikus zenét játszó együttes, mely az Egyesült Királyság fővárosából, Londonból származik. Két alapító tagja Daniel Stephens és Joe Ray. A duó sok dalában énekel Alana Watson. 2010. december 6-án az együttes jelölve lett a BBC Sound of 2011 versenyén.

## Kezdetek
A Nero egy elektronikus zenét játszó duó, melyre leginkább a dubstep és a drum and bass stílusok jellemzőek. Debütáló kislemezük a „This Way” volt 2008-ban. 2009-ben megnyerték a Beatport elektronikus zenebolt által rendezett díjátadó Legjobb Dubstep Előadó és Legjobb Dubstep Dal („Act Like You Know”) kategóriáját. Az együttes jelenleg debütáló albumán dolgozik, melynek címe „Welcome Reality” lesz. Címe egyik kislemezük (Me & You) B-oldalának dalából származik. Kiadójuk a Chase & Status tulajdonába lévő MTA Records.
Sasha Frere-Jones, a The New Yorker újságírója, a duó egyik remix-ét, mely a The Streets „Blinded by the Lights” című dalából készült, feltette az általa 2009-ben legjobb daloknak tartott listájára. Lejátszásra került a legtöbb angol rádióban és olyan DJ-k mixelték, mint Chase & Status, Skream, Tiësto és Diplo. A Nero együttes napjainkban olyan előadók számát remixeli, mint a La Roux, a deadmau5, a N*E*R*D vagy a Daft Punk.

### Welcome Reality (2010-től – napjainkig)
2010. április 26-án megjelent a Nero első kislemeze az Egyesült Királyságban, „Innocence” néven. A dal mind digitális letöltés, mind pedig CD és hanglemezen is megjelent. Rajta egy extra dallal az „Electron”-nal. A hivatalos brit kislemezlistán 168. helyig jutott el, míg a dance és független listán 16. és 11. helyig. 2010. december 6-án az együttes jelölve lett a BBC Sound of 2011 versenyén.
A jelölés után a „Me & You” című kislemezük felkerült a BBC Radio 1 leggyakrabban játszott dalainak listájára. 2011. január 2-án a kislemez kiadásra került fizikai és digitális letöltés formájában is. A kislemezlistán 15. helyet szerezte meg, míg a független listán első helyezett lett. A duó harmadik kislemeze a „Guilt” Zane Lowe legjobb dalok a világon sorozatában debütált, 2011. február 22-én.
Április 24-i megjelenésével a „Guilt” 8. helyet érte el a brit kislemezlistán, ezzel a legjobb helyezést elért kislemezüket érték el. Április 11-én bejelentették, hogy „Welcome Reality” névre keresztelt albumuk 2011. augusztus 1-jén jelenik majd meg rajta az eddigi népszerű dalokkal, mint az „Innocence”, a „Me & You”, a „Guilt” és a „Promises”. Május 17-én Zane Lowe műsorában debütált a negyedik kislemez a „Promises”.

## Diszkográfia
- Welcome Reality (2011)